# Тамия-рю (Курода)
Тамия-рю Иайдзюцу (яп. 民弥流居合術) — древняя школа иайдзюцу, классическое боевое искусство Японии, основанное в XVII веке мастером по имени Камиидзуми Магодзиро Ёситанэ (яп. 上泉孫次郎義胤), впоследствии сменившем имя на Тамия Гонэмон Мунэсигэ (яп. 民弥権右衛門宗重). На сегодняшний день искусство представляет собой часть учебной программы будзюцу семьи Курода.

## История
Искусство Тамия-рю Иайдзюцу было основано в XVII веке мастером по имени Камиидзуми Магодзиро Ёситанэ, впоследствии сменившем имя на Тамия Гонэмон Мунэсигэ. Его происхождение восходит к Хаясидзаки Дзинсукэ, основателю Мусо Дзикидэн Эйсин-рю.
В XIX веке под руководством Гэндзо Ногути знания 5 различных рю изучал Курода Ясудзи. В 1923 году он получил мэнкё школы Тамия-рю. Свои знания он передал собственному внуку, Куроде Тэцудзану (яп. 黒田鉄山), который и является текущим сокэ школы.

## Программа обучения
В отличие от большинства школ иайдзюцу и иайдо, которые удерживают меч на бёдрах между каку оби и ги или между складками оби, практиканты Тамия-рю размещают меч под нэко оби, который надевается поверх хакама. Сагэо не привязаны к химо или распущены, как во многих других школах, а связаны в узел на куригата, таким образом защищая меч от выпадения из хэко оби и повышая уровень свободы передвижений.
Современная программа обучения школы содержит около 70 техник, выполняемых из положений сидя и стоя.
В большинстве корю долг обучения в равной степени делегируется полностью (как в настоящем Катори Синто-рю) и/или разделяется между большим числом учителей, которые получили официальное разрешение на преподавание (иногда исключительно на определенную часть учебного плана). Школа Тамия-рю необычна тем, что только сам сокэ является авторизованным учителем. Для того, чтобы обучиться определённой технике или ката, необходимо попасть на тренировку к текущему главе школы напрямую. Такое правило существует для того, чтобы по максимуму сохранить оригинальные формы ката. То же правило действует и в отношении всех рю, преподаваемых Курода сэнсэем.
Существует только один фактический додзё — Синбукан Курода Додзё в городе Сайтама. Помимо него имеется всего 7 официальных кэйкёкай (яп. 稽古会, «инициативная группа») по всему миру. Три из них находятся в Японии (в регионе Кансай, руководитель Коро Тэрасима (яп. 頃 寺島); в Токио, руководитель Такэда Юмико (яп. 竹田裕美子); в Омия, руководитель Морисита Тосинори (яп. 森下 敏則)), три в США (в Техасе, руководитель Джон Буллард (англ. John Bullard); в Калифорнии, руководитель Джеймс Уильямс (англ. James Williams); в Чикаго, руководитель Кейт Мур (англ. Keith Moore)) и один в Европе (в Париже, руководитель Тамаки Лео-Хакуба (англ. Tamaki Leo-Hakuba). Курода сэнсэй лично рассматривает кандидатуры будущих студентов; запросы должны подаваться в географически близко расположенную инициативную группу, за исключением тех, которые находятся в Японии.